# Section 508

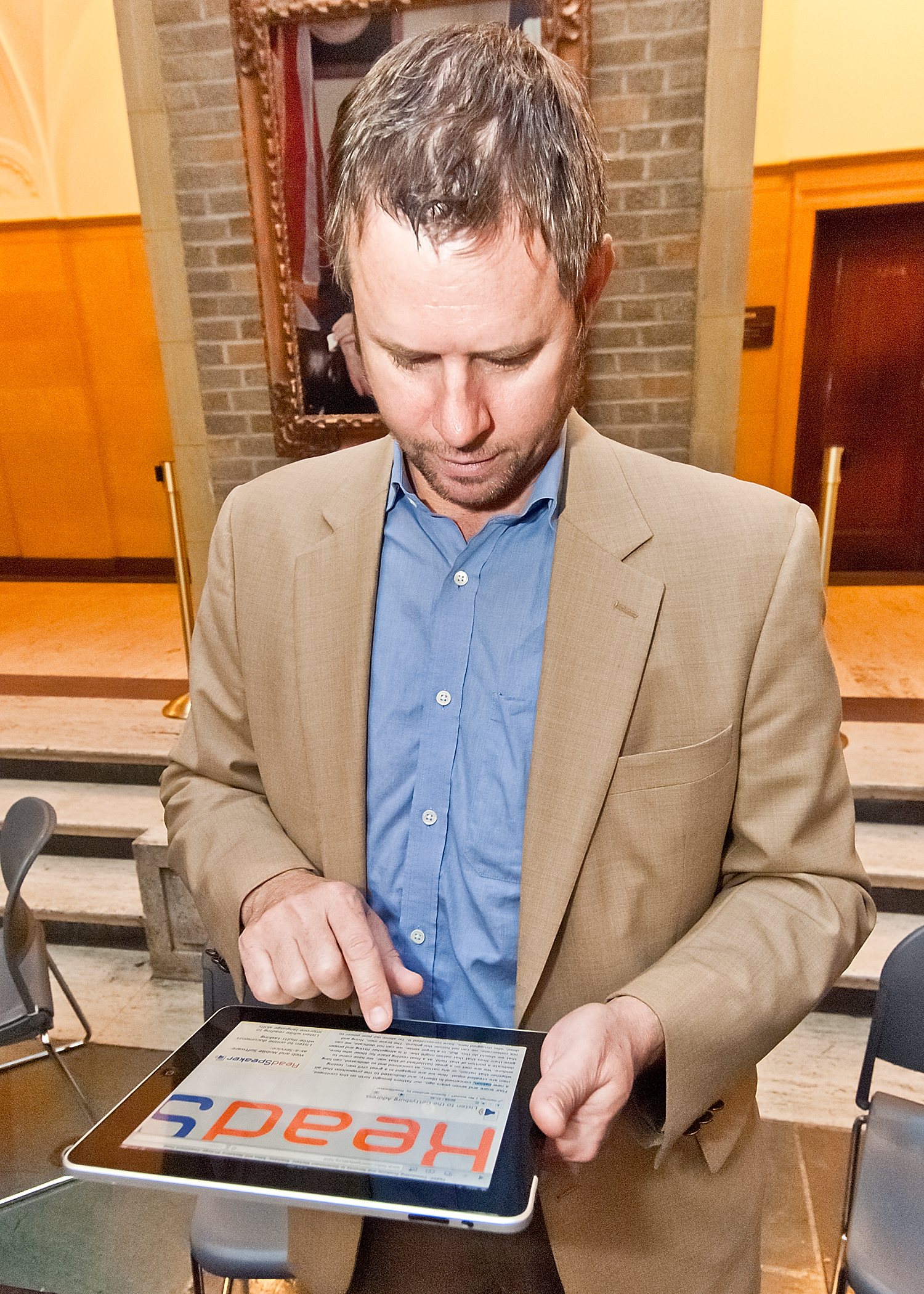
Démonstration d'un système lecture audio dans le cadre de la sensibilisation à la section 508 et au handicap à Washington D.C, aux États-Unis.

Section 508 est le nom usuel d'un amendement à une loi américaine, qui porte sur l'accessibilité aux personnes handicapées des sites fédéraux et ressources électroniques du gouvernement. Il s'agit de la section 508 de la loi sur la réhabilitation de 1973 (Rehabilitation Act of 1973), amendée par la loi sur l'investissement dans la force de travail de 1998 (Workforce Investment Act of 1998). Son numéro de publication est Pub. L. No. 105-220, 112 Stat. 936 (Aug. 7, 1998) et son code est 29 U.S.C. § 794d.